# Al'dikon
L'Al'dikon (in russo Альдикон?) è un fiume dell'Estremo oriente russo, affluente sinistro della Selemdža (bacino idrografico dell'Amur). Scorre nei rajon Mazanovskij e Selemdžinskij dell'Oblast' dell'Amur.
La sorgente del fiume si trova 12 km a nord-ovest della stazione «Isikan» della ferrovia dell'Estremo Oriente; dopo qualche cambio di direzione nell'alto corso, il fiume scorre sempre in direzione nord-occidentale sino a sfociare nella Selemdža a 132 km dalla foce, presso il villaggio di Norsk. Il fiume è lungo 183 km e il suo bacino misura 2 780 km².
Nel 2002 è stata creata una riserva nel bacino del fiume: la zona umida naturale statale di importanza regionale «Al'dikon», al fine di preservare e ripristinare preziosi complessi naturali, risorse animali e vegetali, specie animali e vegetali rare e in via di estinzione e il loro patrimonio genetico.